# Alouette de Nuremberg
Pour les articles homonymes, voir Alouette.
L' alouette de Nuremberg (Nürnberger Lerche, en allemand) est une race de pigeon domestique originaire de Franconie en Allemagne, et plus précisément des environs de Nuremberg, où elle a été sélectionnée à partir des années 1830. Elle est classée dans les pigeons de couleur et comprend trois variétés : plumage barré, non barré et écaillé.

## Description

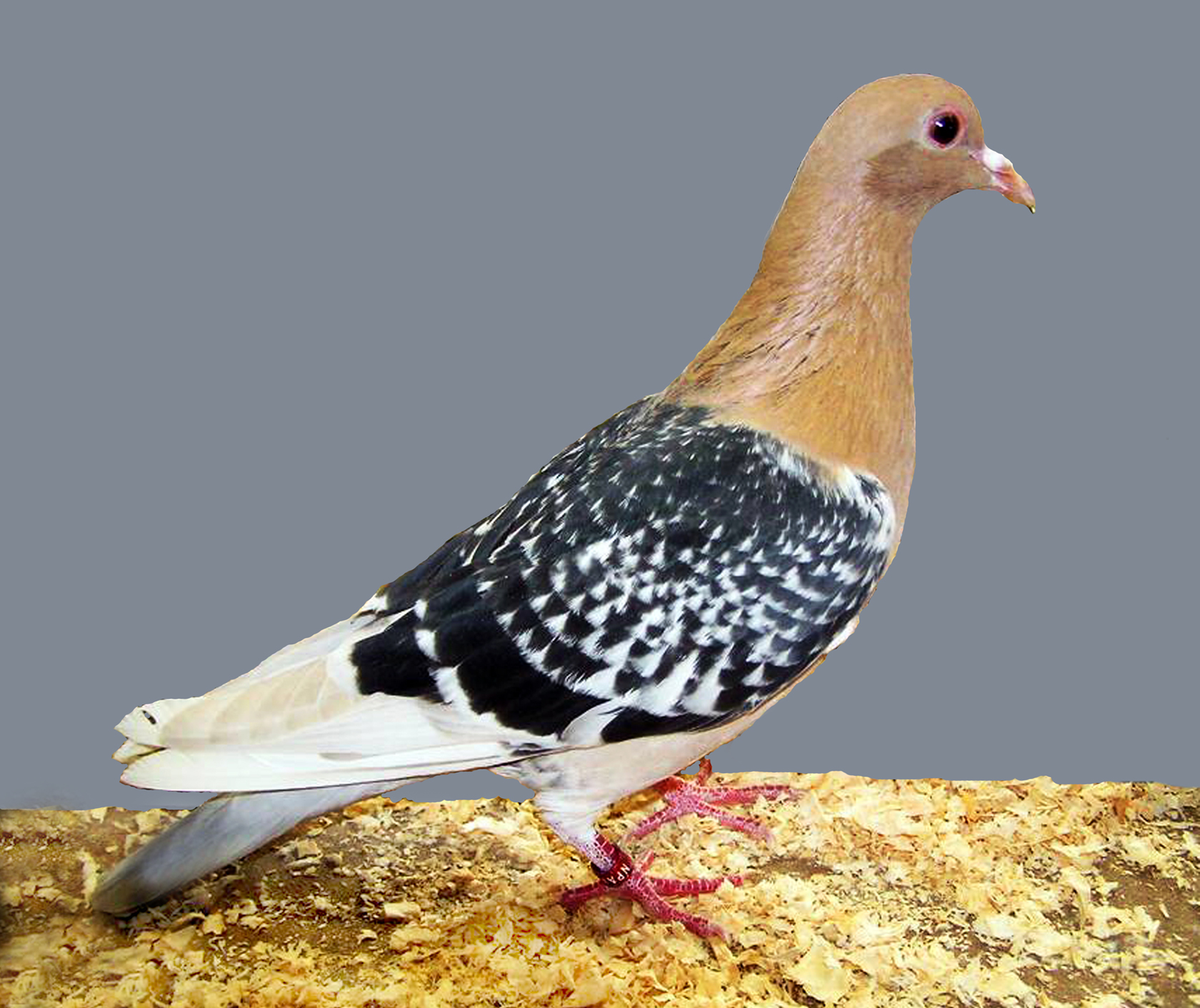
Alouette de Nuremberg au plumage écaillé

Il s'agit d'un pigeon plutôt petit, de 33 à 35 cm de longueur, et proche de la morphologie du pigeon biset en plus gracile. Sa poitrine est ronde et large et le dos plutôt incliné. La tête est petite et fine avec un long bec de couleur rose au bout de couleur corne clair. Les yeux sont noirs entourés de chair rose. Le corps et la tête de l'alouette de Nuremberg sont recouverts d'un plumage fauve, plus ou moins clair, seules les ailes et les cuisses ont un plumage blanc, soit pour les ailes non barré, soit avec des dessins écaillés ou barrés noirs ; tandis que les ailes de la queue sont blanches ou fauve grisé clair, se terminant par une ombre gris foncé.
Les tarses sont rose carmin. Les bagues sont d'un diamètre de 8 mm. Le caractère de ce pigeon est plutôt timide et il a une bonne aptitude au vol.